# Rosel George Brown
Rosel George Brown, née le 15 mars 1926 à La Nouvelle-Orléans en Louisiane et morte le 26 novembre 1967 à La Nouvelle-Orléans, est une autrice américaine de science-fiction féministe.
Considérée comme l'une des écrivaines américaine de science-fiction féministe les plus talentueuses dans le genre de la science-fiction domestique des années 1950, elle est ensuite longtemps tombée dans l'oubli. Ses nouvelles les plus emblématiques sont incluses dans les anthologies de Lisa Yaszek en 2008 et 2018.

## Biographie
Née à La Nouvelle-Orléans en Louisiane, Rosel George Brown a vécu dans sa ville natale avec son mari après avoir terminé ses études au Sophie Newcomb College (en), où elle s'est spécialisée en grec ancien, et à l'Université du Minnesota où elle a obtenu sa maîtrise en Grec. Plusieurs de ses livres ont été dédiés à son mari, W. Burlie Brown (en), professeur d'histoire à l'Université Tulane. Le couple a eu deux filles, nées en 1954 et 1959. En plus d'écrire, elle a travaillé comme enseignante et accompagnatrice sociale en Louisiane. En 1959, elle est nommée pour le prix John-Wood-Campbell du meilleur nouvel écrivain,. Sa vie et sa carrière sont mises fin par son décès des suites d'un lymphome à l'âge de 41 ans en 1967. La quatrième anthologie du prix Nebula contient une nécrologie écrite par Daniel F. Galouye; et Anne McCaffrey a dédié son anthologie de 1970 Alchemy & Academe à Brown, ainsi que plusieurs autres personnes. Brown et McCaffrey s'étaient rencontrés dans un atelier d'écriture, le Milford Writer's Workshop (en),.

## Œuvres
Les œuvres de Rosel George Brown ont été principalement écrites entre la fin des années 1950 et le milieu des années 1960 et ont généralement été favorablement accueillies par les critiques et les lecteurs. Ses principaux romans sont Sibyl Sue Blue alias Galactic Sibyl Sue Blue (en), et sa suite, The Waters of Centaurus, qui relatent la vie de Sybil Sue Blue, une femme détective. The Waters of Centaurus a été publié après sa mort et a été protégé par le droit d'auteur par son mari en 1970. Elle a également collaboré au roman Earthblood (1966) avec Keith Laumer.
Rob Latham (en), examinant Galactic Suburbia: Recovering Women's Science Fiction de Lisa Yaszek, note que l'inclusion de Rosel George Brown par Yaszek est importante en la considérant, avec Margaret St. Clair, Zenna Henderson, Mildred Clingerman (en) et Doris Pitkin Buck comme « des talents importants des années 1950 maintenant en danger de sombrer dans l'obscurité ».
Ses nouvelles sont parues dans The Magazine of Fantasy & Science Fiction, Amazing Stories, Fantastic Universe (en) et ailleurs. Un recueil de nouvelles de Rosel George Brown, intitulé A Handful of Time, a été publié par Ballantine Books en 1963.
Lisa Yaszek a inclut sa nouvelle Car Pool (1959) dans son anthologie féministe de 2018 The future is female! : 25 classic science fiction stories by women, from pulp pioneers to Ursula K. Le Guin mettant en avant 25 nouvelles et écrivaines emblématiques de la science-fiction féministe, la décrivant comme une pionnière dans le genre de la science-fiction domestique,.

## Nouvelles
- Le Censeur invisible, Galaxie, 1958 ((en) From an Unseen Censor, Galaxy Science Fiction, 1958)
- (en) Hair-Raising Adventure, Star Science Fiction # 5, 1959
- (en) Virgin Ground, Worlds of If, 1959
- (en) Lost in Translation, The Magazine of Fantasy & Science Fiction, 1959
- (en) Car Pool, Worlds of If, 1959
- (en) Save Your Confederate Money, Boy, Fantastic Universe (en), 1959
- (en) Flower Arrangement, Galaxy Science Fiction, 1959
- (en) Signs of the Times, Amazing Stories, 1959
- (en) David's Daddy, Fantastic, 1960
- (en) Step IV, Amazing Stories, 1960
- (en) There's Always a Way, Fantastic, 1960
- Un contact humain, Fiction, 1962 ((en) A Little Human Contact, The Magazine of Fantasy & Science Fiction, 1960)
- (en) Just a Suggestion, The Magazine of Fantasy & Science Fiction, 1960
- (en) Of All Possible Worlds, The Magazine of Fantasy & Science Fiction, 1961Réédition dans Rediscovery: Science Fiction by Women (1958-1963)[8]
- (en) Visiting Professor, Fantastic, 1961
- (en) The Ultimate Sin, The Magazine of Fantasy & Science Fiction, 1961
- (en) And a Tooth, Fantastic, 1962
- (en) Fruiting Body, The Magazine of Fantasy & Science Fiction, 1962
- (en) Smith's Revenge, dans A Handful of Time, 1963
- (en) The Devaluation of the Symbol, dans A Handful of Time, 1963
- (en) The Artist, Amazing Stories, 1964

### SérieSibyl Sue Blue
1. (en) Sibyl Sue Blue[9], 1966Réédition sous le titre Galactic Sibyl Sue Blue[10], 1968
2. (en) Waters of Centaurus[11], 1970Publié à titre posthume

### Romans indépendants
- (en) Earthblood[12], 1966Écrit avec Keith Laumer.